# Hasse Ekman
Hasse Ekman (10 de setembro e 1915 – 15 de fevereiro de 2004), foi um ator sueco que atuou e cineasta em mais de 40 filmes. Hasse Ekman é o filho de Gösta Ekman.

## Filmografia
- 1958 - Jazzgossen
- 1957 - Med glorian på sned
- 1956 - Ratataa
- 1956 - Sjunde himlen
- 1954 - Gabrielle
- 1953 - Gycklarnas afton
- 1950 - Flicka och hyacinter
- 1949 - Flickan från tredje raden
- 1949 - Fängelse
- 1948 - Banketten
- 1946 - Medan porten var stängd
- 1945 - Kungliga patrasket
- 1945 - Fram för lilla Märta
- 1943 - Ombyte av tåg
- 1942 - Lågor i dunklet
- 1941 - Första divisionen
- 1940 - Med dej i mina armar
- 1936 - Intermezzo